# Ricardo Summers Ysern
Ricardo Summers Isern, conocido por el seudónimo de Serny, (El Puerto de Santa María, Cádiz, 6 de mayo de 1908 - Madrid, 1995) fue un pintor e ilustrador español.

## Biografía
Su familia se trasladó a Madrid cuando tenía nueve años. Fue hermano del fiscal y político Francisco Summers (y tío de Manuel y Guillermo Summers)
Ya adolescente, en 1922, publicó su primer dibujo en la revista Buen Humor. Posteriormente empezó a colaborar con numerosas publicaciones como La Esfera, La Risa, Chiquilín y Nuevo Mundo, pero alcanzó notoriedad a partir de sus dibujos en Blanco y Negro y su suplemento infantil Gente Menuda, donde dio vida a personajes muy populares de la época como Celia, creado por Elena Fortún, o Cuchifritín. En la Nacional de 1932 obtuvo una tercera medalla. La estilización de las figuras es la característica predominante de su pintura.
Entre 1947 y 1952 fue director artístico de la revista infantil Bazar, editada por la sección femenina de las FET y de las JONS. También se encargó de ilustrar las obras impresas de José María Pemán.